# Uiteinde (Groningen)
Uiteinde is een gehucht in de Nederlandse gemeente Eemsdelta in de provincie Groningen. Het ligt iets ten noorden van Holwierde vlak achter de zeedijk langs de Eems en ten oosten van de Bierumermaar.
Rondom Uiteinde liggen de gehuchten Bansum (Holwierde), Klein Wierum en Garbendeweer, alsook de boerderijen Grote Nes en Kleine Nes. Aan noordoostzijde ligt een aardgaslocatie.

## Geschiedenis
Het gehucht wordt al in 1445 genoemd als jn wtende (in uutende), dus liggen in het het uiterste einde van het kerspel, het verst van de kerk vandaan. Anno 1980 werd een verkeersspiegel geplaatst aan de Uiteinderweg 14, die ook al eens de krant haalde. Er staan slechts 7 gebouwen in Uiteinde, waarvan de meeste bestaan uit boerderijen. Bij de oostelijkste lag vroeger de borg Eissingeheem. Alle boerderijen staan op een eigen wierde en eromheen liggen nog een aantal nu onbehuisde wierden.
Tijdens de Vierde Engels-Nederlandse Oorlog (1780) lag de Hoge Hal bij Uiteinde, een militaire uitkijkpost. Ook bij het iets noordelijker gelegen Hoogwatum stond een dergelijke post.
In 1888 werd een lichttoren gebouwd bij Uiteinde, ten oosten van de plek waar nu de aardgaslocatie staat (ten zuidoosten van Garbendeweer). In 1895 verrees hierbij een huis voor een van de vuurtorenwachters. Tijdens de bevrijding van Delfzijl werd Uiteinde zwaar getroffen en brandden veel boerderijen af. De vuurtoren, die als uitkijkpost diende voor de Duitse Batterie Nansum werd na beschietingen getroffen door een geallieerde luchtaanval en verwoest. Het huis ernaast raakte zwaar beschadigd, maar werd hersteld. In 1965 werden de vuurtorenwachterswoning en de resten van de vuurtoren afgebroken toen de zeedijk werd verzwaard.
Groningen: Steden en dorpen      Nederland: Provincies · Gemeenten